# Чарни, Даниил
Дании́л Во́льфович Ча́рни (Чарный; 1888, Дукора, Игуменский уезд, Минская губерния, Российская империя, ныне Пуховичский район, Минская область, Белоруссия — 1959, Бостон, США) — еврейский писатель, поэт и журналист. Писал на идише. Брат Боруха Владека и Шмуэла Нигера.

## Биография
Родился в семье владельца магазина Вольфа Чарного и Брохи Гурвич. Получил традиционное еврейское религиозное образование. Первое стихотворение опубликовал в 1907 году, а первый рассказ – в 1908 году. В 1909—1914 годах проживал в Австро-Венгрии и Швейцарии, в 1914 году вернулся в Россию. В 1915 году организовал в Марьиной Роще (Москва) первый еврейский детский дом, работал в Организации помощи евреям (ОПЕ). В Петрограде работал в Еврейском комитете помощи жертвам войны и погромов (ЕКОПО). В 1916—1917 годах — в армии. После Февральской революции 1917 года — в издательстве Еврейского комиссариата, редактор газеты «Дер Эмес», журналов «Ди комунистише велт», «Культур ун билдунг». В 1924—1934 — в Германии, корреспондент различных еврейских газет. В 1934—1936 годах — в Польше, в 1936—1941 годах — во Франции. С 1941 года — в США.